# (4073) Ruianzhongxue
(4073) Ruianzhongxue est un astéroïde de la ceinture principale.

## Description
(4073) Ruianzhongxue est un astéroïde de la ceinture principale. Il fut découvert le 23 octobre 1981 à Nanking par l'observatoire de la Montagne Pourpre. Il présente une orbite caractérisée par un demi-grand axe de 3,17 UA, une excentricité de 0,18 et une inclinaison de 2,1° par rapport à l'écliptique.

## Compléments